# Juliette Thomas
Juliette Thomas (30 de octubre de 2000) es una deportista belga que compite en atletismo, especialista en las carreras de fondo. Ganó dos medallas en el Campeonato Europeo de Atletismo en Ruta de 2025, oro en la prueba de media maratón por equipo y plata en la media maratón.

## Palmarés internacional
| Campeonato Europeo en Ruta | Campeonato Europeo en Ruta | Campeonato Europeo en Ruta | Campeonato Europeo en Ruta |
| Año                        | Lugar                      | Medalla                    | Prueba                     |
| -------------------------- | -------------------------- | -------------------------- | -------------------------- |
| 2025                       | Bruselas/Lovaina (Bélgica) | Medalla de oro             | Media maratón por equipo   |
| 2025                       | Bruselas/Lovaina (Bélgica) | Medalla de plata           | Media maratón              |